# Siegelbewahrer
Der Siegelbewahrer war im Mittelalter ein hoher Beamter, dem die Aufsicht über das Siegel als Symbol der Herrschermacht anvertraut wurde. Später wurde das Amt des Siegelbewahrers zu einem bloßen Ehrentitel.
Heutzutage gibt es in mehreren Ländern Siegelbewahrer, die die Gesetze und Dekrete im Namen des Staates oder der Herrschermacht versiegeln. Meist wird dieser Akt vom Justizminister ausgeführt. So z. B. in Italien, wo der Staatspräsident ein Gesetz unterzeichnet und der Justizminister das Gesetz mit einem Siegel attestiert. Auch in Frankreich fungiert der Justizminister als Siegelbewahrer (Garde des Sceaux) und vergibt das Siegel.